# ミロシュ・オブレノヴィッチ1世
ミロシュ・オブレノヴィッチ1世（セルビア語: Милош Обреновић I / Miloš Obrenović I、本名ミロシュ・テオドロヴィッチ、Милош Теодоровић / Miloš Teodorović、1780年3月18日（ユリウス暦3月7日） - 1860年9月26日）は、セルビア公（在位：1817年 - 1839年、1858年 - 1860年）。
第1次セルビア蜂起に参加してセルビア人を指導し、オブレノヴィッチ家を興した。統治下にセルビアをオスマン帝国内の自治公国にさせたため、セルビアが独立を回復する端緒を開き、近代セルビアの内外政策を方向づけた人物として評価されている。統治は専制的であり、権力分立を固辞した。また、在位中にはセルビアはもとよりバルカン半島屈指の富豪であった。

## 生涯

### 生い立ち
モンテネグロの貧農であるテオドル・ミハイロヴィッチ（Teodor Mihailović、1802年没）と、ヴィシュニャ・ゴイコヴィッチ（Višnja Gojković、1817年没）の息子として、ウジツェ地方ポジェガ（Požega）近郊のドブリニャ村（Dobrinja）で生まれた。ミロシュは3人兄弟の長男であり、ヨヴァン（Jovan、1787年 - 1850年）、イェヴラム（Jevram、1790年 - 1856年）という弟がいたほか、母が前夫のオブレン・マルティノヴィッチ（Obren Martinović、1777年病）との間に儲けた異父姉のスタナ（Stana、1773年生）、ヤコヴ（Jakov、1767年 - 1817年）、ミラン（Milan、1770年 - 1810年12月16日）の異父兄がいた。
異父兄のミランが死去すると、ミロシュはミランの父の名に因んでオブレノヴィッチ姓を名乗るようになった。
若い頃のミロシュは、ズラティボルの裕福な家畜商であるアクソ・イェチメニツァ（Akso Ječmenica）一家の使用人として働いていた。

### セルビア蜂起と自治

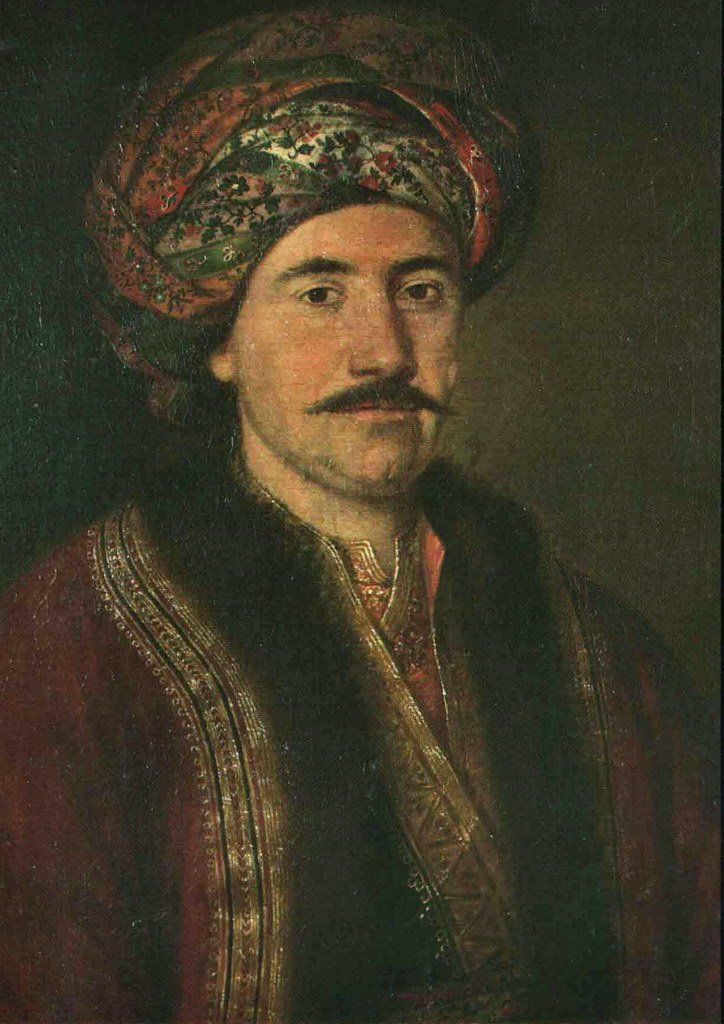
ミロシュ・オブレノヴィッチ1世（1824年）

第1次セルビア蜂起に参加し、蜂起が収束する1813年まで戦った。ミロシュの異父兄であるミランもまた蜂起に参加し、ルドニク（Rudnik）地方のヴォイヴォダ（領主）に昇進した。蜂起が失敗した後も、ミロシュは反乱指導者の1人としてセルビアにとどまり、オスマン帝国の報復的反撃に直面した。ミロシュは1817年にカラジョルジェ・ペトロヴィッチ（en）を暗殺し、セルビア人の指導者となった。
1815年4月に第2次セルビア蜂起を企てたミロシュはこれを指導した。オスマン帝国は1817年に至るまでミロシュの軍勢に対して優勢であったが、ミロシュはオスマン帝国軍の司令官であるマラシュリ・アリー・パシャ（Maraşlı Ali Paşa）と交渉して停戦合意を得た。合意の結果として、セルビアはオスマン帝国の宗主権下にとどまったものの一定の自治権を獲得し、ミロシュは専制的統治者として権力の座にとどまることとなった。さらに、1830年と1833年のスルタンの勅令により、セルビアはミロシュを世襲の公とする自治公国となり、領土を拡大した。また、セルビア正教会の府主教としてベオグラード府主教がコンスタンディヌーポリ総主教から独立する形で創設され、ロシアはセルビアの自治に対して保証人的地位に立つことが承認された。

### 後年の統治

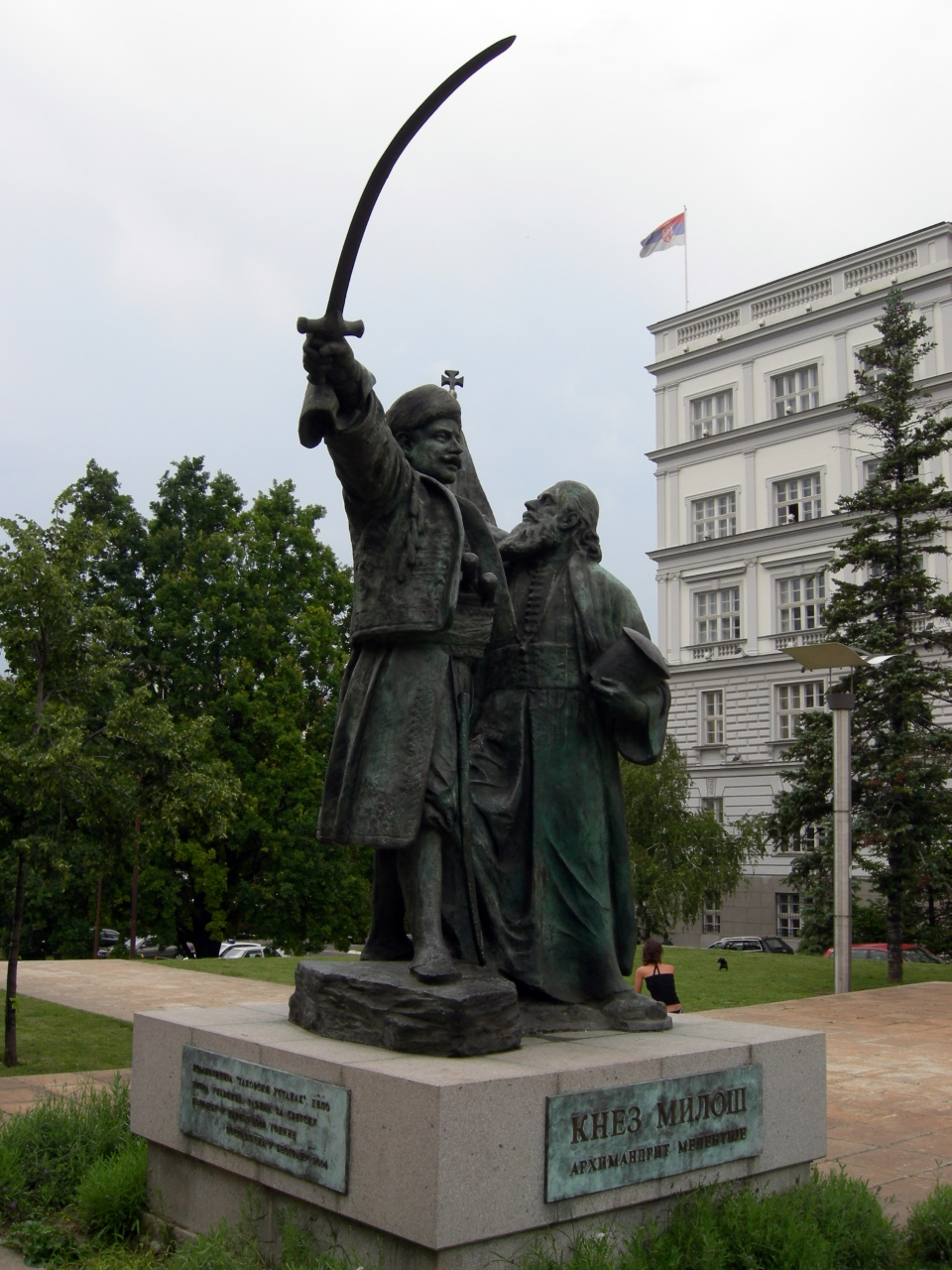
タコヴォ蜂起に臨むミロシュ・オブレノヴィッチの彫像

ミロシュの冷酷で専制的な統治に対してセルビア人はたびたび反乱を起こしたため、ミロシュは1835年に憲法を制定することを承認したが、セルビアの隣国オーストリア、宗主国オスマン帝国およびロシアの3帝国は、憲法は自らの絶対主義的政治形態を脅かすものとみなし、この動向に反発した。とりわけオーストリアのクレメンス・メッテルニヒは、セルビアが独自の国旗を制定し外務省を設置したことを嘲笑した。ロシアとオスマン帝国の要請を受けたミロシュは憲法を廃止した。
1839年に長男のミランに譲位したが、ミランは数週間後に死去したため、次男のミハイロが公位を継承した。ミハイロは1842年に廃位され、一族は権力の座から退いたが、ミロシュは1858年に復位して晩年の2年間在位した。

## 家族
1805年にリュビカ・ヴコマノヴィッチ（Ljubica Vukomanović、1788年9月 - 1843年5月26日、ウィーン）と結婚した。2人の間には名前が確認できる子女が7人いるが、リュビカには妊娠したものの流産、死産ないし夭逝した子女が他にもいるといわれており、最高で17人の子女がいたとする資料もある。
- ペトリア（Petrija、1808年8月5日 - 1870年）
- サヴカ（Savka、1814年3月28日 - 1848年10月5日）
- ミラン（1819年10月21日 - 1839年7月8日） セルビア公（在位：1839年）
- ミハイロ（1823年9月16日 - 1868年6月10日） セルビア公（在位：1839年 - 1842年、1860年 - 1868年）
- マリヤ（Marija、1830年7月9日、夭逝）
- トドル（Todor）
- ガブリエル（Gabriel）